# Сейсен, Мухаммеджан Муратулы
Мухаммеджан Муратулы Сейсен (каз. Мұхаммеджан Мұратұлы Сейсен; род. 14 февраля 1999, Тараз) — казахстанский футболист, вратарь клуба «Астана».

## Клубная карьера
Футбольную карьеру начал в 2018 году в составе клуба «Тараз». 15 марта 2019 года в матче против клуба «Тобол» Костанай дебютировал в казахстанской Премьер-лиге.

## Карьера в сборной
16 октября 2018 года дебютировал за молодёжную сборную Казахстана в матче против сборной Черногории.

## Достижения
«Тараз»
- Серебряный призёр первой лиги: 2018

«Ордабасы»
- Чемпион Казахстана: 2023

## Статистика выступлений

### Клубная карьера
| Клуб             | Сезон            | Лига | Лига | Кубки | Кубки | Еврокубки | Еврокубки | Итого | Итого |
| Клуб             | Сезон            | Игры | Голы | Игры  | Голы  | Игры      | Голы      | Игры  | Голы  |
| ---------------- | ---------------- | ---- | ---- | ----- | ----- | --------- | --------- | ----- | ----- |
| Тараз            | 2018             | 9    | -10  | 2     | 0     | —         | —         | 11    | -10   |
| Тараз            | 2019             | 17   | -28  | 2     | -1    | —         | —         | 19    | -29   |
| Тараз            | 2020             | 10   | -9   | —     | —     | —         | —         | 10    | -9    |
| Тараз            | 2021             | 26   | -34  | 8     | -9    | —         | —         | 34    | -43   |
| Тараз            | 2022             | 21   | -27  | 4     | -5    | —         | —         | 25    | -32   |
| Тараз            | Итого            | 83   | -108 | 16    | -15   | —         | —         | 99    | -123  |
| → Тараз М        | 2017             | 14   | -12  | —     | —     | —         | —         | 14    | -12   |
| → Тараз М        | 2018             | 6    | -3   | —     | —     | —         | —         | 6     | -3    |
| → Тараз М        | 2019             | 3    | 0    | —     | —     | —         | —         | 3     | 0     |
| → Тараз М        | Итого            | 23   | -15  | —     | —     | —         | —         | 23    | -15   |
| Ордабасы         | 2023             | 11   | -13  | 4     | -4    | 0         | 0         | 15    | -17   |
| Ордабасы         | Итого            | 11   | -13  | 4     | -4    | 0         | 0         | 15    | -17   |
| Астана           | 2024             | 0    | 0    | 4     | -1    | 1         | -1        | 5     | -2    |
| Астана           | Итого            | 0    | 0    | 4     | -1    | 1         | -1        | 5     | -2    |
| Всего за карьеру | Всего за карьеру | 117  | -136 | 24    | -20   | 1         | -1        | 142   | -157  |

### Выступления за сборную
| Сборная   | Год   | Отборочные матчи ЧМ | Отборочные матчи ЧМ | Отборочные матчи ЧЕ | Отборочные матчи ЧЕ | Лига наций УЕФА | Лига наций УЕФА | Товарищеские матчи | Товарищеские матчи | Итого | Итого |
| Сборная   | Год   | Игры                | Голы                | Игры                | Голы                | Игры            | Голы            | Игры               | Голы               | Игры  | Голы  |
| --------- | ----- | ------------------- | ------------------- | ------------------- | ------------------- | --------------- | --------------- | ------------------ | ------------------ | ----- | ----- |
| Казахстан | 2021  | −                   | −                   | −                   | −                   | −               | −               | 1                  | −3                 | 1     | −3    |
| Итого     | Итого | −                   | −                   | −                   | −                   | −               | −               | 1                  | −3                 | 1     | −3    |